# Kemlja
Kemlja (oroszul: Кемля) falu Oroszországban, Mordvinföldön, az Icsalki járás székhelye. 
Lakossága: 4826 fő (a 2010. évi népszámláláskor).

## Elhelyezkedése
Mordvinföld északi részén, Szaranszktól 63 km-re, az Alatir jobb partján, mellékfolyója, a Kemljatka torkolatánál fekszik. Vasútállomás a Szaranszk–Nyizsnyij Novgorod vasútvonalon. Délkeleten közvetlenül határos Icsalki faluval, a két helység határa a Kemljatka folyó.  

## Története
Kemlja nevét már a mordvinok 1671. évi összeírásában feltüntették. 1714-ben a falut orosz parasztok lakták. 1929-ben lett járási székhely. 

## Gazdasága
A járás Mordvinföld egyik kiemelkedő gabonatermesztő vidéke. Az agrárgazdaság vezető ágazatai a gabonatermesztés mellett a cukorrépa termesztése, valamint az állattenyésztés. Kemlja élelmiszeripari üzemei – húsfeldolgozás, szeszgyártás, sajtgyártás – helyi jelentőségűek. 